# Spaniens Grand Prix 2025
Spaniens Grand Prix 2025, officiellt Formula 1 Aramco Gran Premio de España 2025, var ett Formel 1-lopp som kördes den 1 juni 2025 på Circuit de Barcelona-Catalunya i Montmeló i Spanien. Loppet var det nionde loppet ingående i Formel 1-säsongen 2025 och kördes över 66 varv.

## Ställning i mästerskapet före loppet
| Pos. | Förare          | Poäng |
| ---- | --------------- | ----- |
| 1 ▬  | Oscar Piastri   | 161   |
| 2 ▬  | Lando Norris    | 158   |
| 3 ▬  | Max Verstappen  | 136   |
| 4 ▬  | George Russell  | 99    |
| 5 ▬  | Charles Leclerc | 79    |

| Pos. | Konstruktör       | Poäng |
| ---- | ----------------- | ----- |
| 1 ▬  | McLaren-Mercedes  | 319   |
| 2 ▬  | Mercedes          | 147   |
| 3 ▬  | Red Bull          | 143   |
| 4 ▬  | Ferrari           | 142   |
| 5 ▬  | Williams-Mercedes | 54    |

- Notering: Endast de fem bästa placeringarna i vardera mästerskap finns med på listorna.

## Kvalet
Kvalet kördes den 31 maj 2025, klockan 16:00 lokal tid (UTC+2), och fastställde startordningen för loppet.
| Pos.                    | Nr. | Förare            | Konstruktör                  | Kvaltider | Kvaltider | Kvaltider | Start- grid |
| Pos.                    | Nr. | Förare            | Konstruktör                  | Q1        | Q2        | Q3        | Start- grid |
| ----------------------- | --- | ----------------- | ---------------------------- | --------- | --------- | --------- | ----------- |
| 1                       | 81  | Oscar Piastri     | McLaren-Mercedes             | 1:12.551  | 1:11.998  | 1:11.546  | 1           |
| 2                       | 4   | Lando Norris      | McLaren-Mercedes             | 1:12.799  | 1:12.056  | 1:11.755  | 2           |
| 3                       | 1   | Max Verstappen    | Red Bull Racing-Honda RBPT   | 1:12.798  | 1:12.358  | 1:11.8481 | 3           |
| 4                       | 63  | George Russell    | Mercedes                     | 1:12.806  | 1:12.407  | 1:11.8481 | 4           |
| 5                       | 44  | Lewis Hamilton    | Ferrari                      | 1:13.058  | 1:12.447  | 1:12.045  | 5           |
| 6                       | 12  | Kimi Antonelli    | Mercedes                     | 1:12.815  | 1:12.585  | 1:12.111  | 6           |
| 7                       | 16  | Charles Leclerc   | Ferrari                      | 1:13.014  | 1:12.495  | 1:12.131  | 7           |
| 8                       | 10  | Pierre Gasly      | Alpine-Renault               | 1:13.081  | 1:12.611  | 1:12.199  | 8           |
| 9                       | 6   | Isack Hadjar      | Racing Bulls-Honda RBPT      | 1:13.139  | 1:12.461  | 1:12.252  | 9           |
| 10                      | 14  | Fernando Alonso   | Aston Martin Aramco-Mercedes | 1:13.102  | 1:12.523  | 1:12.284  | 10          |
| 11                      | 23  | Alexander Albon   | Williams-Mercedes            | 1:13.044  | 1:12.641  | N/A       | 11          |
| 12                      | 5   | Gabriel Bortoleto | Kick Sauber-Ferrari          | 1:13.045  | 1:12.756  | N/A       | 12          |
| 13                      | 30  | Liam Lawson       | Racing Bulls-Honda RBPT      | 1:13.039  | 1:12.763  | N/A       | 13          |
| 14                      | 18  | Lance Stroll      | Aston Martin Aramco-Mercedes | 1:13.038  | 1:13.058  | N/A       | —2          |
| 15                      | 87  | Oliver Bearman    | Haas-Ferrari                 | 1:13.074  | 1:13.315  | N/A       | 14          |
| 16                      | 27  | Nico Hülkenberg   | Kick Sauber-Ferrari          | 1:13.190  | N/A       | N/A       | 15          |
| 17                      | 31  | Esteban Ocon      | Haas-Ferrari                 | 1:13.201  | N/A       | N/A       | 16          |
| 18                      | 55  | Carlos Sainz Jr.  | Williams-Mercedes            | 1:13.203  | N/A       | N/A       | 17          |
| 19                      | 43  | Franco Colapinto  | Alpine-Renault               | 1:13.334  | N/A       | N/A       | 18          |
| 20                      | 22  | Yuki Tsunoda      | Red Bull Racing-Honda RBPT   | 1:13.385  | N/A       | N/A       | 19          |
| 107 %-gränsen: 1:17.629 |     |                   |                              |           |           |           |             |
| Källor:                 |     |                   |                              |           |           |           |             |

Noter
- ^1  – Max Verstappen och George Russell satte identiska kvaltider i Q3. Verstappen kvalificerade sig före Russell då han satte sin tid först.[4]
- ^2 – Lance Stroll kvalade på 14:e plats, men drog tillbaka sin anmälan i loppet efter att ha upplevt smärtor i handen och handleden. Förare bakom honom tjänade då en plats.[6]

## Loppet
Loppet kördes den 1 juni 2025, klockan 15:00 lokal tid (UTC+2), och kördes över 66 varv.
| Pos.    | Nr. | Förare            | Konstruktör                  | Varv | Tid/Bröt        | Placering | Poäng |
| ------- | --- | ----------------- | ---------------------------- | ---- | --------------- | --------- | ----- |
| 1       | 81  | Oscar Piastri     | McLaren-Mercedes             | 66   | 1:32:57.375     | 1         | 25    |
| 2       | 4   | Lando Norris      | McLaren-Mercedes             | 66   | +2.471          | 2         | 18    |
| 3       | 16  | Charles Leclerc   | Ferrari                      | 66   | +10.455         | 7         | 15    |
| 4       | 63  | George Russell    | Mercedes                     | 66   | +11.359         | 4         | 12    |
| 5       | 27  | Nico Hülkenberg   | Kick Sauber-Ferrari          | 66   | +13.648         | 15        | 10    |
| 6       | 44  | Lewis Hamilton    | Ferrari                      | 66   | +15.508         | 5         | 8     |
| 7       | 6   | Isack Hadjar      | Racing Bulls-Honda RBPT      | 66   | +16.022         | 9         | 6     |
| 8       | 10  | Pierre Gasly      | Alpine-Renault               | 66   | +17.882         | 8         | 4     |
| 9       | 14  | Fernando Alonso   | Aston Martin Aramco-Mercedes | 66   | +21.564         | 10        | 2     |
| 10      | 1   | Max Verstappen    | Red Bull Racing-Honda RBPT   | 66   | +21.8261        | 3         | 1     |
| 11      | 30  | Liam Lawson       | Racing Bulls-Honda RBPT      | 66   | +25.532         | 13        |       |
| 12      | 5   | Gabriel Bortoleto | Kick Sauber-Ferrari          | 66   | +25.996         | 12        |       |
| 13      | 22  | Yuki Tsunoda      | Red Bull Racing-Honda RBPT   | 66   | +28.822         | PL        |       |
| 14      | 55  | Carlos Sainz Jr.  | Williams-Mercedes            | 66   | +29.309         | 17        |       |
| 15      | 43  | Franco Colapinto  | Alpine-Renault               | 66   | +31.381         | 18        |       |
| 16      | 31  | Esteban Ocon      | Haas-Ferrari                 | 66   | +32.197         | 16        |       |
| 17      | 87  | Oliver Bearman    | Haas-Ferrari                 | 66   | +37.0652        | 14        |       |
| DNF     | 12  | Kimi Antonelli    | Mercedes                     | 53   | Motor           | 6         |       |
| DNF     | 23  | Alexander Albon   | Williams-Mercedes            | 27   | Kollisionsskada | 11        |       |
| WD      | 18  | Lance Stroll      | Aston Martin Aramco-Mercedes | 0    | Förarskada      | —3        |       |
| Källor: |     |                   |                              |      |                 |           |       |

Noter
- ^1  – Max Verstappen kom i mål på 5:e plats, men fick tio sekunders bestraffning för att ha orsakat en kollision med George Russell.[7]
- ^2  – Oliver Bearman kom i mål på 13:e plats, men fick tio sekunders bestraffning för att ha lämnat banan och skaffat sig en fördel.[7]
- ^3  – Lance Stroll drog tillbaka sin anmälan i loppet efter att ha upplevt smärtor i handen och handleden. Förare som kvalade bakom honom tjänade då en plats.

## Ställning i mästerskapet efter loppet
| Pos. | Förare          | Poäng |
| ---- | --------------- | ----- |
| 1 ▬  | Oscar Piastri   | 186   |
| 2 ▬  | Lando Norris    | 176   |
| 3 ▬  | Max Verstappen  | 137   |
| 4 ▬  | George Russell  | 111   |
| 5 ▬  | Charles Leclerc | 94    |

| Pos.  | Konstruktör       | Poäng |
| ----- | ----------------- | ----- |
| 1 ▬   | McLaren-Mercedes  | 362   |
| 2 ▲ 2 | Ferrari           | 165   |
| 3 ▼ 1 | Mercedes          | 159   |
| 4 ▼ 1 | Red Bull          | 144   |
| 5 ▬   | Williams-Mercedes | 54    |

- Notering: Endast de fem bästa placeringarna i vardera mästerskap finns med på listorna.